# 龍川駅
龍川駅（リョンチョンえき）は朝鮮民主主義人民共和国平安北道龍川郡にある鉄道の駅である。1945年7月時点では楊市駅（朝鮮語：양시역）という駅名であった。平義線から多獅島線が分岐する。

## 駅周辺
概ね平坦な土地であり、駅の東側は労働者集落で低層の集合住宅地、民家や小学校がある区画整理地となっている。西側は農地が広がる農業集落で民家が点在する。鉄道線に平行して国道第1号線（アジアハイウェイ1号線）が通っており、駅前広場の前を横切っている。西方約6kmのところには中国との国境をなす鴨緑江が流れているが橋はない。

## 隣の駅
朝鮮民主主義人民共和国鉄道省
平義線
龍州駅 - 龍川駅 - 楽元駅
多獅島線
龍川駅 - 北中駅